# János Várfalvi Kósa
János Várfalvi Kósa (auch Johannes Warfalwi; * in Várfalva, Fürstentum Siebenbürgen; † 3. Januar 1601 in Klausenburg) war ein bedeutender Vertreter des ungarisch-siebenbürgischen Unitarismus und war zwischen 1597 und 1601 Leiter der Unitarischen Kirche Siebenbürgens.

## Leben und Wirken
János Várfalvi Kósa wurde in dem unweit von Klausenburg und am Fluss Aranyos gelegenen Ortschaft Várfalva (rum. Moldovenești, dt. Burgdorf) geboren, eine Region, in der im späten Mittelalter viele Adelssitze an die gegen die Tartaren kämpfenden Szekler vergeben wurden. Várfalvi Kósa hat seine schulische Ausbildung vermutlich in Torda (rum. Turda, dt. Thorenburg) oder Klausenburg erhalten und später im Ausland studiert. 1589 wird er bereits als unitarischer Pfarrer in Klausenburg genannt. Zwischen 1589 und 1597 war er zudem durchgehend Teilnehmer des Konsistoriums der Unitarischen Kirche. Innerhalb des unitarischen Spektrums kann er dem von Franz David und Matthias Vehe-Glirius begründeten Nonadorantismus zugerechnet werden. Nach dem Tod György Enyedis rief Erasmus Johannis (als Pfarrer der deutschsprachigen unitarischen Gemeinde in Klausenburg) Ende 1597 eine Wahlsynode zusammen. Várfalvi Kósa entstammte einer einflussreichen siebenbürgischen Familie und hatte über seine Arbeit als dritter Klausenburger Pfarrer und im Konsistorium bereits wertvolle Erfahrungen sammeln können, so dass die Synode ihn schließlich in Nachfolge von Enyedi zur neuen Kirchenleitung wählte. In Folge bemühte sich Várfalvi Kósa vor allem um eine strukturelle Konsolidierung und um den Ausbau der Bildungsarbeit der noch jungen Kirche. Nach seiner Wahl besuchte er 1598 eine Reihe Gemeinden außerhalb Klausenburgs. Die von ihm am 16. Juni 1598 einberufene Synode in Torda befasste sich u. a. mit der Abgrenzung von Kompetenzbereichen der Pfarrer und kirchlichen Führungspersonen. Seine Arbeit wurde jedoch von zunehmenden politischen und militärischen Unruhen in Siebenbürgen am Ende des 16. Jahrhunderts erschwert. So nahm u. a. die Zahl der Schüler des unitarischen Kollegs in Klausenburg ab 1597 spürbar zu, da viele im geschützten städtischen Klausenburg Zuflucht suchten. In der Folge wurde das Kolleg ausgebaut und neue Dozenten, insbesondere solche, die zuvor an ausländischen Universitäten studiert hatten, angeworben. 1598 konnte so Johannes Broser als Lektor gewonnen werden. Später wirkte dieser als Pfarrer der deutschsprachigen unitarischen Gemeinde. Ein Jahr später traf der spätere Leiter der Untiarischen Kirche, Pál Csanádi, in Klausenburg ein. Im Mai 1560 wurde Pál Göcs neuer Rektor des Kollegs, Göcs war kurz zuvor aus Padua zurückgekehrt. Unter die Leiterschaft von Várfalvi Kósa fiel auch die von Máté Toroczkai betreute Veröffentlichung der Explications seines Vorgängers Enyedi. Várfalvi Kósa starb am 3. Januar 1601. Der für das Jahr 1615 als Beamter am fürstlichen Gerichtshof genannte Mátyás Várfalvi Kósa war vermutlich sein Sohn. Die Nachfolge als Leiter der Unitarischen Kirche trat am 24. Januar 1601 Máté Toroczkai an.
János Várfalvi Kósa hat zu Lebzeiten drei aufeinander aufbauende Katechismen verfasst, die über spätere Handschriften überliefert sind. Die Katechismen betonen den unitarischen Standpunkt, in dem festgestellt wird, dass die Dreieinigkeit nicht aus der Bibel heraus zu beweisen sei, ebenso wie die Präexistenz Christi. Das Abendmahl wird als Erinnerung an Jesu Opfertod beschrieben. In Verbindung mit dem Abendmahl wird die Fußwaschung genannt. In keinem der Texte wird ausgedrückt, dass Jesus Christus angebetet werden soll, die Katechismen können also dem Nonadorantismus zugewiesen werden. Als Grundlage jeder christlichen Konfession wird auf das Apostolische Glaubensbekenntnis verwiesen, was auf einen unitarischen Irenismus im Sinne György Enyedis verweisen kann. Entschärft lassen sich in den Katechismen auch Hinweise auf inner-unitarische Debatten feststellen. Bei der Thematisierung des Abendmahls wird z. B. eine versteckte Polemik gegen die angedeutet, die das Abendmahl mit bestimmten ethische Erwartungen verknüpfen. Zudem wird in den Katechismen ausgedrückt, dass nur jene getauft werden können, die sich bewusst zu ihrem Glauben bekennen, was einer Ablehnung der Kindertaufe gleichkommt. Auf weitere Einzelheiten gehen die Texte an diesen Punkt aber nicht ein. Mit der von Várfalvi Kósa formulierten Erfordernis einer Taufe widerspricht Várfalvi Kósa Ansichten von Fausto Sozzini als auch von Jacob Palaeologus. Mit dem Standpunkt, dass sich die Anweisungen Jesu nicht allein auf die Apostel, sondern auf alle Menschen zu allen Zeiten beziehen würden, tritt Várfalvi Kósa in Widerspruch zu sowohl Palaeologus als auch Vehe-Glirius. Bei der Thematisierung des Ruhetages wird der Begriff Sabbat nicht genannt, was als Abgrenzung zu den zu Lebzeiten von Várfalvi Kósa bereits stark verbreiteten Sabbatariern gelesen werden kann.
Ausgaben der Katechismen waren noch in der zweiten Hälfte des 17. Jahrhunderts in den Gemeinden verbreitet, obwohl mit dem (aufgezwungenen) Glaubensbekenntnis von 1638, der Complanatio Deesiana, formell die sozzinianische Richtung und somit die Anbetung Jesu (Adoratio) in der Kirche deklariert wurde.

## Werke (Auswahl)
- Catechesis az idvességnek fundamentumarol (...), Katechismus vom Fundament des Heils, erster Weg, Klausenburg/Kolozsvar 1623 (verschollen)
- Catechesis. Az Üdvességnek fundamentumáról rövid kérdezkedés (...), Katechismus. Kurze Fragen vom Fundament des Heils, Klausenburg/Kolozsvar 1654
- Catechesis az az Az Idvességnek Fundamentumáról (...) a nagyobbakért, kik az küs Catechesisben (...), Katechismus vom Fundament des Heils, aufgrund der Heiligen Schrift für die Größeren, die die Fragen und Antworten im Kleinen Katechismus gelernt haben, Klausenburg/Koloszvár Anfang des 17. Jh.
- Az Üdvösségnek Fundamentumárol (...) az Öregekért, iki az kérdéseket és feleteket (...), Darstellung des Bekenntnisses vom Fundament des Heils für die Alten, die die Fragen und Antworten gelernt haben, Klausenburg/Kolozsvar 1654
- Aijtatos isteni dicziretek, Fromme Gottespreisungen, Klausenburg/Kolozsvar 1623 (ihm zugeschrieben)
- Imadsagos Könyvechke, Gebetsbüchlein, Klausenburg/Kolozsvar 1623 (ihm zugeschrieben)